# Soldados del amor
«Soldados del amor» es un sencillo del grupo español Olé Olé publicado en 1990, cuando la solista de la banda era aún Marta Sánchez.

## Descripción
Se trata del primer sencillo del sexto álbum de la banda. La canción cuenta con una versión en inglés titulada Love Crusaders.
El tema se hizo especialmente célebre al ser interpretado por la banda la noche del 24 de diciembre de 1990, día de Nochebuena, ante las tropas españolas estacionadas en la fragata Numancia en el puerto de Abu Dhabi (Emiratos Árabes Unidos) con motivo de la Guerra del Golfo. TVE, que en principio estudió la posibilidad de ofrecer el concierto en directo, finalmente descartó la opción, ya que ello hubiera obligado a retrasar el inicio del concierto hasta las 00:15, hora local, lo cual era inviable. No obstante, ofreció un amplio resumen al día siguiente, día de Navidad, a partir de las 18:30 horas.

### Versiones
Se versionó de nuevo en 2004 para incorporarlo al álbum de la solista, Lo mejor de Marta Sánchez. En 2010 lo grabó con Malú y se incluyó en el LP De par en par. En 2016 la versionó Manolo Tena para el programa de televisión A mi manera.
En 2016 Olé Olé anuncian su regreso a los escenarios con la primera formación y liderado por Vicky Larraz, el clásico del grupo se vuelve a grabar de nuevo con la voz de Vicky y se incluye en el álbum de duetos del grupo Sin control.
El 13 de septiembre de 2019, se publica en sencillo digital una nueva versión regrabada por Vicky Larraz & Ole 'Star junto con la colaboración del artista urbano Layonel, siendo segundo sencillo de una serie de regrabaciones de Olé Olé y Vicky Larraz que se edita durante cada viernes de septiembre y octubre de 2019.

### Directo
- Gira 1990/1991
- Gira Sin control

## Posicionamiento en listas
| País   | Lista              | Mejor posición |
| ------ | ------------------ | -------------- |
| España | Los 40 principales | 1              |